# Queenstown (Nowa Zelandia)
Queenstown (maor. Tāhuna) – miasto w Nowej Zelandii, na Wyspie Południowej w prowincji Otago nad jeziorem Wakatipu. Według danych z 2007 roku miasto miało wówczas 10 990 mieszkańców. Znajduje się tu międzynarodowy port lotniczy.
Miejscowość o charakterze kurortu narciarskiego odwiedzanego przez Nowozelandczyków i Australijczyków. Baza wypadowa dla wycieczek do fiordu Milford Sound. Rozbudowana baza noclegowa i gastronomiczna.

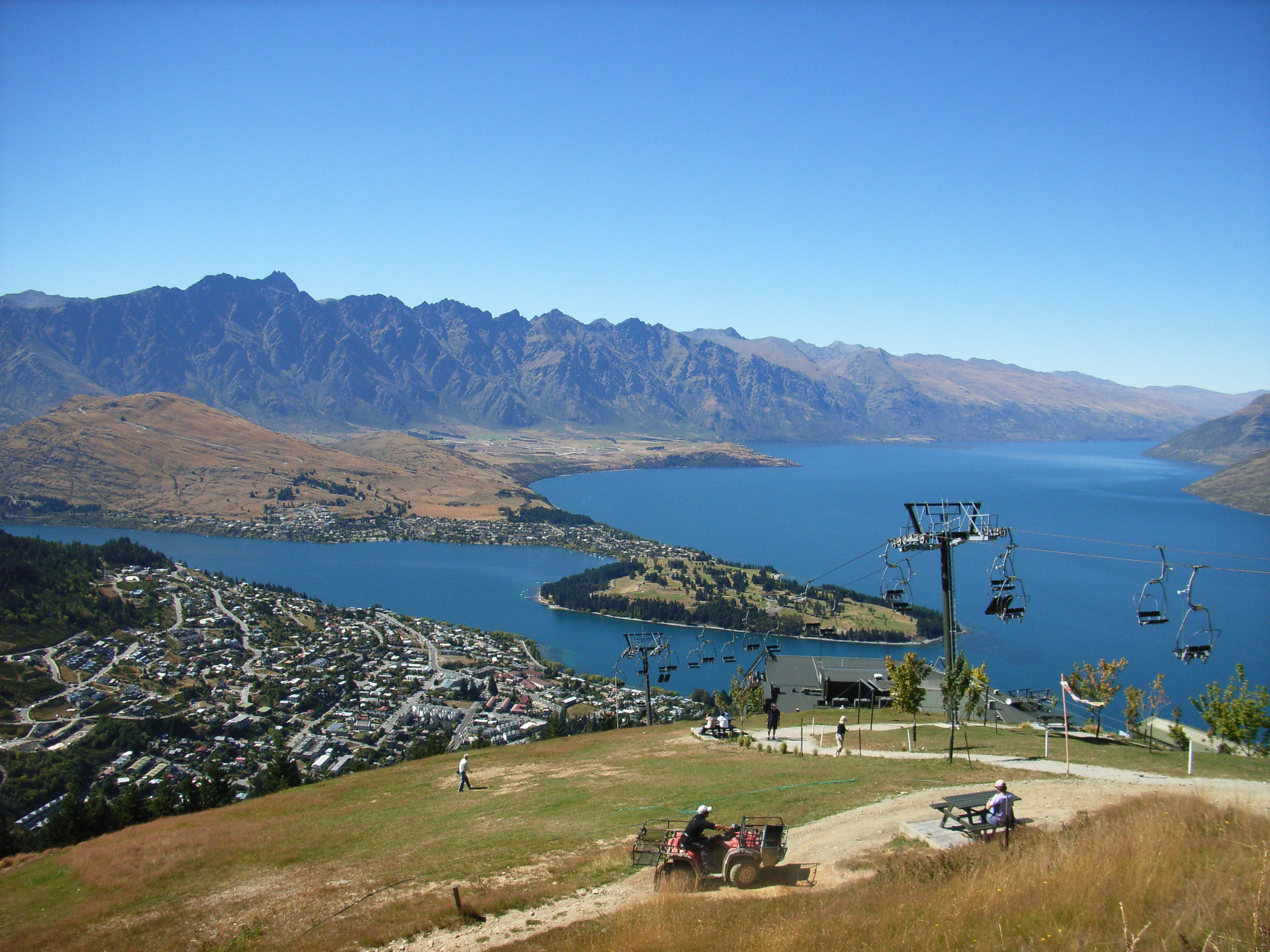
Miasto Queenstown, w tle jezioro Wakatipu

## Miasta partnerskie
- Masuda, Japonia
- Aspen, USA